# Eparchia di Nostra Signora dei Martiri Libanesi di Città del Messico dei maroniti
L'eparchia di Nostra Signora dei Martiri Libanesi di Città del Messico (in latino: Eparchia Dominae Nostrae Martyrum Libanensium in Civitate Mexicana Maronitarum) è una sede della Chiesa maronita in Messico immediatamente soggetta alla Santa Sede. Nel 2021 contava 167.190 battezzati. La sede è vacante.

## Territorio
L'eparchia ha giurisdizione sui fedeli maroniti di tutto il Messico.
Sede eparchiale è Città del Messico, dove si trova la cattedrale di Nostra Signora di Valvanera.
Il territorio è suddiviso in 9 parrocchie.

## Storia
L'eparchia è stata eretta il 6 novembre 1995 con la bolla Cum Christifideles di papa Giovanni Paolo II.

## Cronotassi dei vescovi
Si omettono i periodi di sede vacante non superiori ai 2 anni o non storicamente accertati.
- Pierre Wadih Tayah † (6 novembre 1995 - 4 maggio 2002 deceduto)
- Georges Miled Saad Abi Younes, O.L.M. (22 febbraio 2003 - 10 luglio 2024 ritirato)
  - Elie Mikhael, dal 10 luglio 2024 (amministratore apostolico)

## Statistiche
L'eparchia nel 2021 contava 167.190 battezzati.
| anno | popolazione | popolazione | popolazione | presbiteri | presbiteri | presbiteri | presbiteri                | diaconi | religiosi | religiosi | parrocchie |
| anno | battezzati  | totale      | %           | numero     | secolari   | regolari   | battezzati per presbitero | diaconi | uomini    | donne     | parrocchie |
| ---- | ----------- | ----------- | ----------- | ---------- | ---------- | ---------- | ------------------------- | ------- | --------- | --------- | ---------- |
| 1997 | 150.000     | ?           | ?           | 5          | 2          | 3          | 30.000                    |         | 3         |           | 3          |
| 2000 | 150.000     | ?           | ?           | 7          | 3          | 4          | 21.428                    | 1       | 4         |           | 3          |
| 2001 | 150.000     | ?           | ?           | 8          | 5          | 3          | 18.750                    |         | 3         |           | 3          |
| 2002 | 150.000     | ?           | ?           | 7          | 4          | 3          | 21.428                    |         | 3         |           | 3          |
| 2004 | 148.267     | ?           | ?           | 7          | 4          | 3          | 21.181                    | 1       | 3         |           | 3          |
| 2009 | 150.817     | ?           | ?           | 10         | 6          | 4          | 15.081                    |         | 4         |           | 3          |
| 2013 | 154.400     | ?           | ?           | 12         | 8          | 4          | 12.866                    | 1       | 4         |           | 7          |
| 2016 | 159.403     | ?           | ?           | 11         | 6          | 5          | 14.491                    | 1       | 5         |           | 8          |
| 2019 | 164.100     | ?           | ?           | 18         | 8          | 10         | 9.116                     | 1       | 10        |           | 7          |
| 2021 | 167.190     | ?           | ?           | 10         | 5          | 5          | 16.719                    | 1       | 5         | 5         | 9          |